# Arisita-(Ce)
L'arisita-(Ce) és un mineral de la classe dels carbonats. Rep el seu nom d'una de les seves localitats tipus, les pedreres Aris, a Windhoek (Namíbia). El sufix "-(Ce)" designa la terra rara dominant a la seva composició.

## Característiques
L'arisita-(Ce) és un carbonat de fórmula química NaCe₂(CO₃)3-xF2x+1, l'anàleg amb ceri de l'arisita-(La). Cristal·litza en el sistema hexagonal, i es troba en forma de plaques micàcies hexagonals de fins a 1,5 mil·límetres, i com a prismes tabulars hexagonals {100}. També se'n troba en rosetes i agregats esfèrics. És una espècie relacionada amb la lukechangita-(Ce), la cordilita-(Ce), la huanghoïta-(Ce) i la horvathita-(Y).
Segons la classificació de Nickel-Strunz l'arisita-(Ce) pertany a «05.BD: Carbonats amb anions addicionals, sense H₂O, amb elements de terres rares (REE)» juntament amb els següents minerals: cordilita-(Ce), lukechangita-(Ce), zhonghuacerita-(Ce), kukharenkoïta-(Ce), kukharenkoïta-(La), cebaïta-(Ce), cebaïta-(Nd), arisita-(La), bastnäsita-(Ce), bastnäsita-(La), bastnäsita-(Y), hidroxilbastnäsita-(Ce), hidroxilbastnäsita-(Nd), hidroxilbastnäsita-(La), parisita-(Ce), parisita-(Nd), röntgenita-(Ce), sinquisita-(Ce), sinquisita-(Nd), sinquisita-(Y), thorbastnäsita, bastnäsita-(Nd), horvathita-(Y), qaqarssukita-(Ce) i huanghoïta-(Ce).

## Formació i jaciments
És un mineral post-magmàtic hidrotermal, que es troba en cavitats miarolítiques en petits filons de pegmatites alcalines i pegats lenticulars dins sienita i xenòlits de sodalita en fonolites de complexos intrusius alcalins. Sol trobar-se associada a una gran quantitat de minerals com: vil·liaumita, aegirina, minerals del grup de la labuntsovita, tuperssuatsiaïta, natrolita, analcima, manganoneptunita, apofil·lita-(KF), fluorita o makatita, entre d'altres.